# Кандалакський берег
Кандала́кський бе́рег — берег у північній частині Кандалакської затоки Білого моря у Мурманській області, Росія. Простягається від вершини Кандалакської затоки до гирла Варзуги. Має декілька глибоко врізаних заток-губ (Колвицька, Пор'я тощо), уздовж берега - ряд островів (найбільші — Ведмежий, Власов і Хедострів). Ділянки моря, прилеглі до берега, є місцем рибного промислу. Східна частина від півострова Турій низька слабо розчленована, на захід висока і скеляста. На березі хвойна рослинність. Найважливіший порт — Кандалакша. Інші населені пункти на березі — Колвиця, Лувеньга, Кузрека, Умба та Олениця. Основні річки, що стікають до моря через узбережжя, — Умба та Нива.
Адміністративно Кандалакський берег розділено між Кандалакським і Терським районами Мурманської області.
Берег заселили не пізніше 13-го століття помори.
Кандалакський берег (крім Кандалакського району) входить до зони прикордонної безпеки, призначеної для захисту кордонів Російської Федерації від небажаної діяльності. Для відвідування зони необхідний дозвіл, виданий місцевим управлінням ФСБ